# Lizio
Lizio (in bretone: Lizioù) è un comune francese di 680 abitanti situato nel dipartimento del Morbihan nella regione della Bretagna.

## Storia

### Simboli
Lo stemma è stato adottato nel 1992.
L'armellino è simbolo della Bretagna; la croce patente e la conchiglia fanno riferimento alla cappella di Santa Caterina, che fu sede di priorato dei Cavalieri templari e hospitale lungo il Cammino di Santiago di Compostela; la quercia evoca le vaste foreste del territorio comunale.

## Società

### Evoluzione demografica
Abitanti censiti